# Vincristina

Fórmula da vincristina.

Vincristina é um alcalóide encontrado em certas apocináceas relacionadas à vinca.
A fórmula é C46H56N4O10.